# ياربلاغي
ياربلاغي (بالفارسية: یاربلاغی) هي مستوطنة تقع في تشارواماق الشرقية الريفية في إيران. يقدر عدد سكانها بـ 154 نسمة .